# Sh2-172
Sh2-172 è una nebulosa a emissione visibile nella costellazione di Cassiopea.
Si individua circa 2,5° a NNE della brillante β Cassiopeiae (Caph), la stella che rappresenta la parte più occidentale della "W" di Cassiopea; presenta una forma allungata e composta da due piccoli addensamenti, di ridotte dimensioni. Data la sua declinazione fortemente settentrionale, la sua osservazione è possibile in particolar modo dalle regioni dell'emisfero boreale, da cui si presenta circumpolare fino alle latitudini subtropicali, mentre dall'emisfero australe la sua visibilità è ridotta e limitata alle sole regioni tropicali.
Si tratta di una piccola regione H II del diametro di appena 2,3 anni luce, situata a circa 2400 parsec (oltre 7800 anni luce) di distanza; si trova all'interno del Braccio di Perseo, uno dei bracci di spirale maggiori della Via Lattea, in corrispondenza dell'associazione OB Cassiopeia OB5, la quale comprende alcuni ammassi aperti e nebulose, come Sh2-173 e Sh2-177, a contatto con una grande superbolla del diametro di 380 parsec, causata dall'azione dal vento stellare delle stelle di grande massa dell'associazione. La nube contiene un ammasso aperto molto disperso e debolmente concentrato, noto come [BDS2003]48, e sebbene non vi siano delle stelle ionizzatrici conosciute, si pensa che faccia parte, assieme alle vicine nebulose, di un'unica grande regione di formazione stellare situata nei pressi dell'associazione Cas OB5.